# 김구길
김구길(金邱吉, 1953년 6월 16일 ~ )은 전 KBO 리그 삼미 슈퍼스타즈의 선수이다.